# 红土埠遗址
红土埠遗址，位于山东省枣庄市峄城区阴平镇小刘庄，是中华人民共和国山东省文物保护单位之一。
1992年6月12日，授予山东省文物保护单位，是一座古遗址。